# Источносеванске планине
Источносеванске планине представљају планински ланац који се протеже дуж границе Јерменије (на југоистоку марза Гехаркуник) и Азербејџана (Келбаџарски округ), односно територије коју контролише непризната Нагорнокарабашка Република (Шаумјановски округ).
Планине се простиру југоисточно од језера Севан и Масрикске равнице, те источно од језера Велики и Мали Алагол. Дужина ланца је око 45 км, а највиши врх је Царасар на 3.426 метара надморске висине.
Други по висини врх је вулканска купа Порак, висине 3.000 метара.
Вегетација је високопланинска степска, и због суше доста оскудна.